# The Fab 5
The Fab 5 es un grupo de hip hop formado por Heltah Skeltah (Rock y Ruck) y O.G.C. (Starang Wondah, Louieville Sluggah y Top Dog). El grupo se unió a Boot Camp Clik y firmó por el sello Duck Down Records en 1995. Ese año lanzaron su sencillo debut "Blah" b/w "Leflaur Leflah Eshoshka" con "Leflah" en la Cara-B del mismo, convirtiéndose en un sorprendente éxito en Billboard Hot 100 en 1995. Ambos grupos sacaron álbumes debut en 1996, con Heltah Skeltah lanzando Nocturnal en junio (incluyendo "Leflah") y O.G.C. con Da Storm en octubre. Da Storm no incluía ninguna canción de The Fab 5, al igual que Magnum Force, segundo álbum de Heltah Skeltah en 1998. El siguiente tema de Fab 5 fue en el álbum de O.G.C. de 1999 llamado The M-Pire Shrikez Back, con la canción "Dirtiest Players in the Game", que como se suponía era un preludio del nuevo álbum de Fab 5. Simply Fabulous or Without the Freddy nunca fue lanzado debido a que Rock abandonó Duck Down Records para comenzar su carrera en solitario en 1999. Los cinco miembros del grupo colaboran en el álbum de Boot Camp Clik lanzado en verano de 2006 y que lleva por nombre The Last Stand.

## Discografía
- Nocturnal Heltah Skeltah (1996)
- Da Storm O.G.C. (1996)
- Magnum Force Heltah Skeltah (1998)
- The M-Pire Shrikez Back O.G.C. (1999)